# هرمز الرابع
هُرمُز الرابع (579 - 590) كان ملك الدولة الساسانية في بلاد فارس ، وهو ابن وخليفة كسرى الأول (الذي حكم من 531 إلى 579) وكانت والدته أميرة الخزر.
خلال فترة حكمه، قام هرمز الرابع بذبح أفراد الطبقة الأرستقراطية العليا والكهنة الزرادشتيين ، بينما دعم طبقة النبلاء (ديهكان) المالكين للأراضي. تميز عهده بالحروب المستمرة: في الغرب، خاض حربًا طويلة وغير حاسمة مع الإمبراطورية البيزنطية، وهي الحرب التي ظلت مستمرة منذ عهد والده ؛ وفي الشرق، نجح الجنرال الإيراني بهرام جوبين في احتواء وهزيمة خاقانات تركيا خلال الحرب الفارسية التركية الأولى. وفي عهد هرمزد الرابع انتهى حكم سلالة تشوسرويد في أيبيريا. حيث أصبحت أيبيريا جزءا من الإمبراطورية الساسانية بعد نجاح المفاوضات مع الطبقة الأرستقراطية الأيبيرية وكسب دعمهم.
قام هرمز الرابع بعزل قائد الجيش بهرام جوبين ونفيه بسبب غيرته من الحملة العسكرية الناجحة التي قام بها بهرام في الشرق، استاء بهرام من تصرف هرمز الرابع وقام بتمرد، الذي كان بمثابة الشرارة الأولى لانطلاق الحرب الأهلية الساسانية (589-591). كانت هناك أيضا مجموعة أخرى معارضة لسياسات هرمز الرابع يقودها اثنان من النبلاء وهما فندوييه وفيستهم، اللذان قاما بخلع هرمز الرابع عن العرش وقتله، وتنصيب ابنه كسرى الثاني كملك جديد (الشاه) للإمبراطورية الساسانية.
أشير إلى هرمزد الرابع بسبب تسامحه الديني، ورفضه النداءات من قبل الكهنة الزرادشتيين لاضطهاد السكان المسيحيين في البلاد. اعتبرته المصادر المعاصرة عمومًا شخصية استبدادية بسبب سياساته. يقدم التأريخ الحديث نظرة أكثر اعتدالًا عنه، ويعتبره حاكمًا حسن النية سعى إلى مواصلة سياسات والده، وإن كان ذلك بطموح مفرط.

## صفاته
اتصف هرمز الرابع التجبر والعنف، إلا أنه لم يكن عديم الشفقة. حكى عنه الطبري قصصاً مميزة . حمى هرمز عامة الشعب وفرض انضباطاً حاداً في جيشه ومحكمته. ولكن عندما وصل إلى العرش في عام 579 قتل أخوته. ورث عن أبيه .

## الهجوم على الإمبراطورية البيزنطية والأتراك
شن الهجوم ضد الإمبراطورية البيزنطية والأتراك. مفاوضات السلام بدأت بواسطة الإمبراطور تيبريوس الثاني، لكن هرمز الرابع رفض ترك أي شيء بغطرسة فتوحات أبيه.
في عام 588 قام جنرال هرمز الرابع، وهو بهرام تشوبين (الذي أصبح لاحقاً الملك بهرام السادس)، قام بهزيمة الأتراك. ولكنه في العام التالي (589) هُزِم من قبل الرومان.

## مقتله ونهاية الحكم
أثناء إقامة هرمز في طسيفون ، أُطيح به في ثورة غير دموية حدثت في قصره على ما يبدو من قبل صهريه (إخوة زوجته) الشقيقان فيستهم وفندوييه ، اللذين (وفقًا للكاتب السرياني جوشوا العمودي) كانا يكرهان هرمزد بنفس القدر. قام الشقيقان بفقأ عيني هرمز وأفقداه بصره باستخدام إبرة ساخنة، ثم قاما بتنصيب كسرى الثاني (الذي كان ابن أختهم ) على العرش. ، ولاحقا قاما بخنق هرمز حتى الموت بعمامته.
وفقًا للمؤرخ البيزنطي في القرن السابع ثيوفيلاكت سيموكاتا ، فقد شارك كسرى الثاني في قتل والده، في حين أن المؤرخ المسلم في القرن التاسع أبو حنيفة الدينوري نفى تورط كسرى الثاني في مقتل والده، حيث بنى روايته وفقا لأحد الأعمال الأدبية الفارسية بعنوان (كتاب هرام جوبين) وهو مفقود اليوم، وبالمِثل لم يذكر المؤرخ الأرمني سيبيوس من القرن السابع (الذي كان معاديًا لكسرى الثاني) أن كسرى الثاني قتل والده. ربما تكون الإشاعات التي أطلقها بهرام جوبين هي من تسببت باعتقاد أن كسرى الثاني متورط في قتل والده. أما المؤرخ مايكل بونر في العصر الحديث فقد شكًّكًّ في رواية ثيوفيلاكت سيموكاتا . كان بهرام جوبين يواصل الزحف العسكري مع جنوده من شرق الإمبراطورية باتجاه العاصمة طيسفون بحجة الانتقام لهرمز الرابع والثأر لمقتله.ظلت وفاة هرمز غامضة ومثيرة للجدل.
بعد بضع سنوات، أمر كسرى الثاني بإعدام أخواله (فيستهم وفندوييه) وكذلك النبلاء الآخرين الذين شاركوا في قتل والده. بعد بضعة عقود، اتُهم كسرى الثاني، بعد أن تمت الإطاحة به في انقلاب من قبل ابنه كافاد الثاني، بالمشاركة في قتل والده الملك هرمز.

## العائلة
اثنتان من زوجات هرمز معروفتان، إحداهما كانت امرأة من النبلاء من عائلة إسباهبودان ، كانت ابنة شابور، بينما كانت الأخرى مسيحية. بالإضافة إلى ابنه كسرى الثاني (حكم من 590 إلى 628) ، كان لهرمز أيضًا ابنة لم تذكر اسمها، تزوجت من شهربراز من عائلة مهران.